# La salamandra (rivista)
 La salamandra, nata a Milano nel 1977, è stata una rivista bimestrale di politica.
Nel primo numero, in seconda copertina, c'era una prefazione in cui si dichiarava che i contributi di questo primo numero erano abbastanza originali tuttavia non tutti erano stati scritti per "La salamandra". Infatti furono pubblicati articoli già pubblicati in altri giornali o riviste. Fra questi un articolo di Dacia Maraini (già pubblicato su Paese sera), una recensione di Paul Mattick, una poesia di Erica Jong, un'intervista con Allen Ginsberg, che era apparsa sulla rivista francese Entretiens.
Fu pubblicato anche il Manifesto degli anarco-futuristi russi lanciato a Kharkov nel 1919.. Per il resto tutti gli altri articoli era inediti.
Fra i collaboratori della rivista vi erano Roberto Massari, Maurizio Antonioli, Ida Faré, Manuela Lombardo, Francesco Saba Sardi, Giorgio Cerquetti, Pietro Verni, Gary Snyder, Corrado Costa, Mariane Enckell, Bhagwan Shree Rajneesh, Djuna Barnes, Gilles Martinet, Jean-Marie Domenach. 